# Спарк Арена
Спарк Арена (англ. Spark Arena) — арена для проведения спортивных и развлекательных мероприятий в Окленде, Новая Зеландия.
После задержки из-за проблем, связанных со строительством, первый концерт на арене состоялся 24 марта 2007 года.

## Музыкальные мероприятия
Концерты, организованные различными компаниями и мероприятия, проведённые Вектор Ареной:

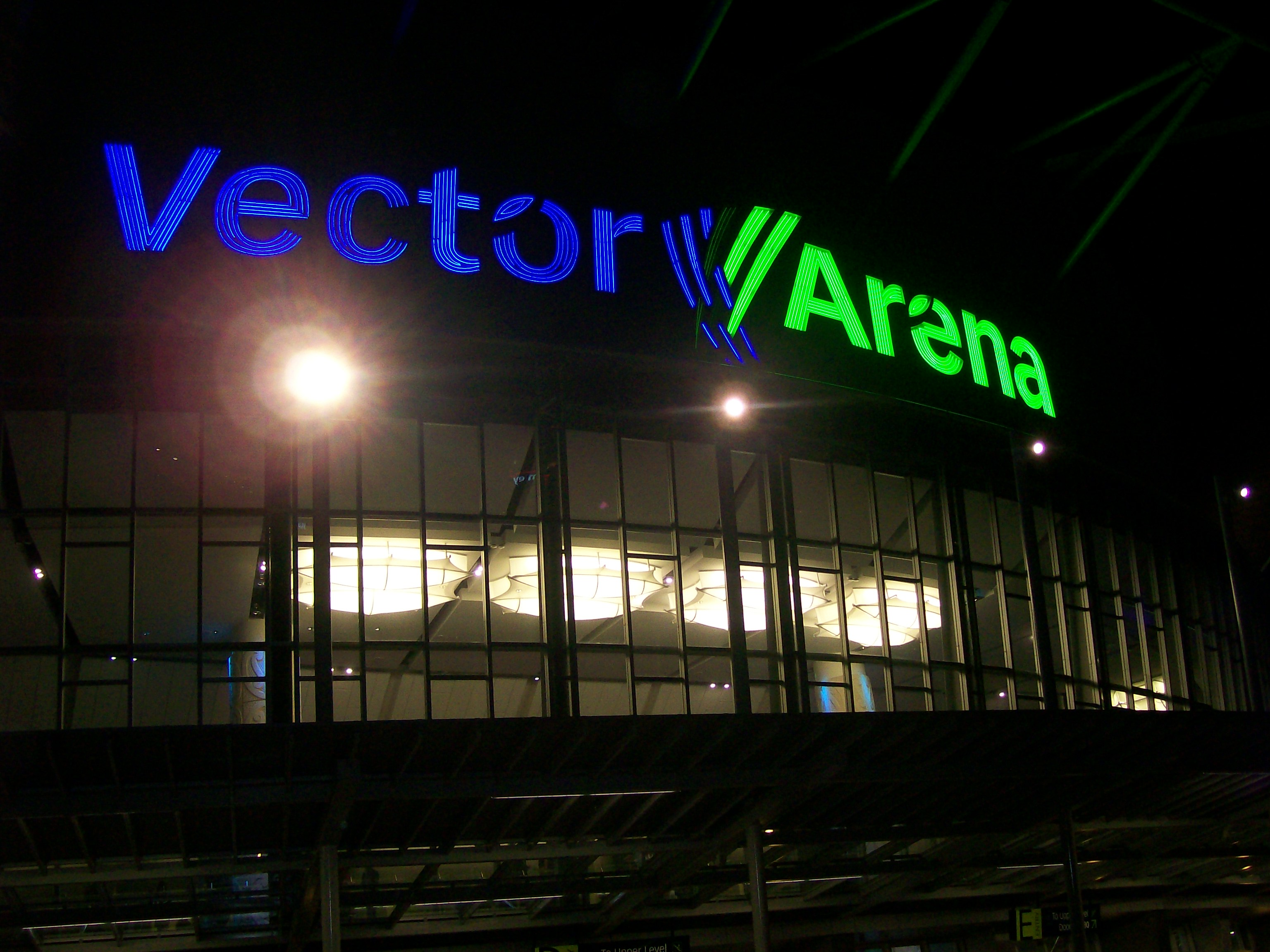
Арена ночью

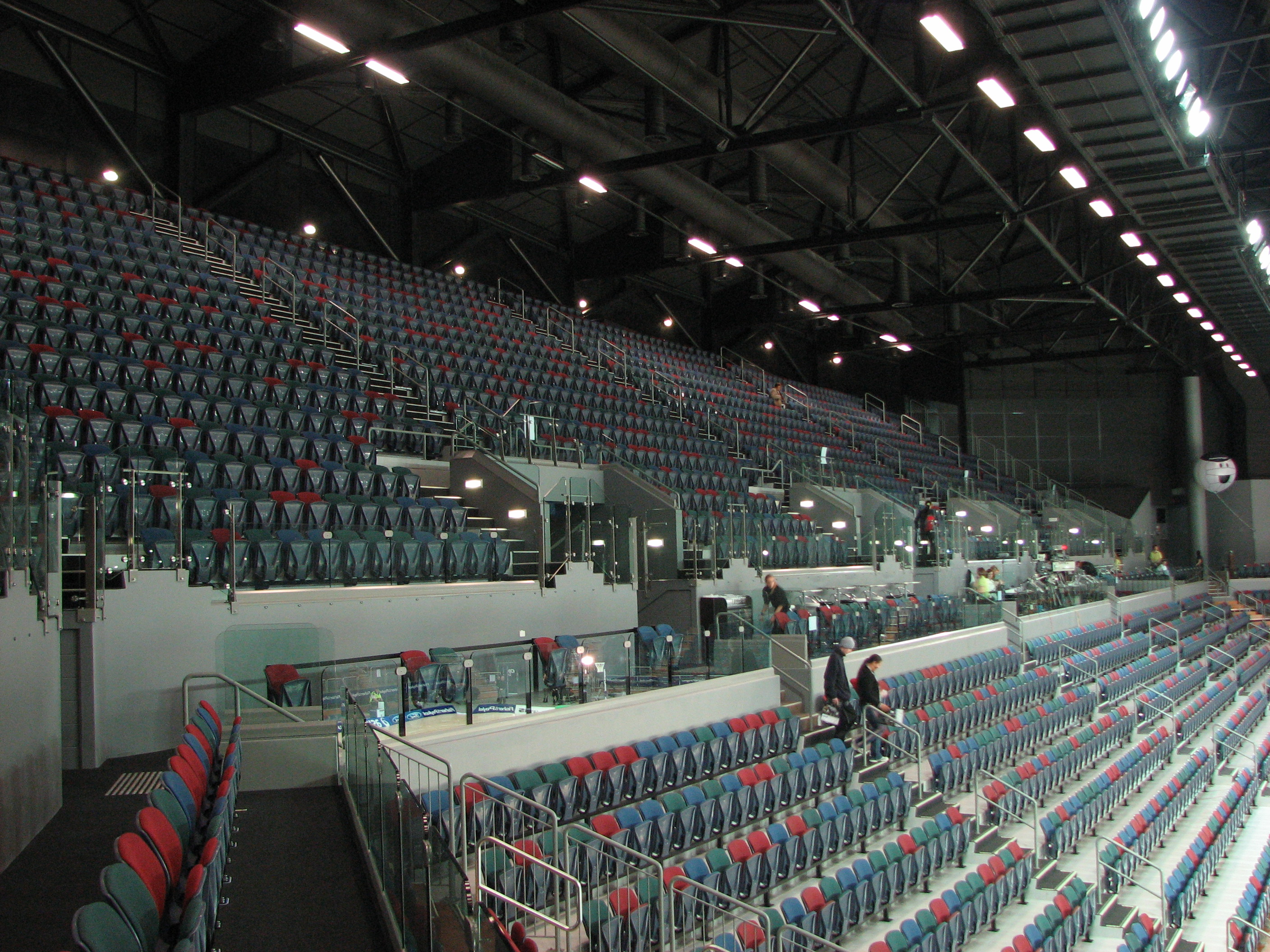
Внутри Арены

### 2007
- Rock Star Supernova
- Официальное открытие Вектор Арены
- Red Hot Chili Peppers (2 ночи)
- Бенни Хинн (2 дня)
- P!nk в рамках тура I'm Not Dead Tour
- Далай-лама (2 дня)
- Guns N' Roses (2 ночи)
- Silver Ferns vs Australia
- Берт Бакарак
- Гвен Стефани
- Боб Дилан
- The Cure
- Roc Tha Block
- Westfield Style Pasifika
- Snow Patrol
- Steely Dan
- Jeff Wayne’s Musical Version of The War of the Worlds (2 ночи)
- Linkin Park (2 ночи)
- Silverchair & Powderfinger
- Crowded House
- The Beach Boys
- Джастин Тимберлейк (3 ночи) в рамках тура The 2007 FutureSex/LoveShow
- Лайонел Ричи
- My Chemical Romance в рамках тура The Black Parade World Tour

### 2008
- Kings of Leon
- Рианна и Крис Браун (2 шоу) в рамках тура Good Girl Gone Bad
- Кайли Миноуг (2 шоу) в рамках тура KylieX2008

### 2009
- Fall Out Boy
- Coldplay (2 шоу) в рамках тура Viva La Vida Tour
- The Pussycat Dolls и Леди Гага в рамках тура The Doll Domination Tour
- The Black Eyed Peas и LMFAO в рамках тура The E.N.D. World Tour
- Green Day в рамках тура 21st Century Breakdown World Tour

### 2010
- Backstreet Boys в рамках тура This Is Us Tour
- Леди Гага (2 шоу) в рамках тура The Monster Ball Tour
- Paramore в рамках тура Brand New Eyes Tour

### 2011
- Ашер в рамках тура OMG Tour
- Кэти Перри (2 шоу) в рамках тура California Dreams Tour

### 2012
- Роджер Уотерс
- Тейлор Свифт и Hot Chelle Rae в рамках тура Speak Now World Tour
- Florence and the Machine в рамках тура Ceremonials Tour
- Леди Гага в рамках тура The Born This Way Ball Tour
- Mumford & Sons
- Hot Chelle Rae и Шер Ллойд в рамках тура Whatever Tour
- Ники Минаж и Tyga в рамках тура Pink Friday: Reloaded Tour

### 2013
- Red Hot Chili Peppers в рамках тура I’m with You Tour
- The Script в рамках тура 3 World Tour
- Рианна в рамках тура Diamonds World Tour[2]
- One Direction в рамках тура Take Me Home Tour[3]
- Бейонсе (4 шоу) в рамках тура The Mrs. Carter Show World Tour. В настоящее время ей принадлежит рекорд как сольному исполнителю, который показал самую высокую посещаемость одного концерта на арене, продав 44,596 билетов.[4]
- Тейлор Свифт (3 шоу) в рамках тура Red Tour
- Леонард Коэн
- Justin Bieber в рамках тура поддержки альбома Believe tour

### 2014
- Paramore выступят на арене в рамках тура The Self-Titled Tour в январе.
- Live Nation подтвердили, что 15 марта на арене выступит Бруно Марс в рамках его тура The Moonshine Jungle Tour.[5]

### 2015
- Roxette в рамках Международного тура
- Backstreet Boys в рамках тура In a World Like This Tour.

## Другие мероприятия
На арене выступали и другие исполнители, например комики Джефф Данэм, Патрик Моушэн и Рассел Брэнд.